# Cuauhtemoc (Géant)
Pour les articles homonymes, voir Cuauhtémoc (homonymie).
Cuauhtemoc (appelé aussi Atemoc) est, dans la mythologie aztèque, un des géants qui habitaient sur la terre pendant les époques des quatre soleils Tlaltonatiuh (Nāhui-Ocēlōtl) « soleil de terre tigre », Ehecatonatiuh (Nāhui-Ehēcatl) « soleil d'air 4 vents », Tletonatiuh (Nāhui-Quihahuitl) « soleil de feu 4 pluie » et après la dernière destruction de la terre Atonatiuh (Nāhui-Ātl)  « soleil d'eau 4 eau ».